# Hospital de la Encarnación
El Hospital de la Encarnación (de nombre completo Hospital de Nuestra Sra. de la Encarnación fue denominado también popularmente como Hospital de la Encarnación u Hospital de Hombres) es un antiguo hospital en Zamora. Su escritura fundacional se elaboró en 1629, aunque no fue inaugurado hasta el 25 de marzo de 1678. El edificio fue diseñado por Juan Gómez de Mora, arquitecto de Felipe III. Tras varias reformas en el siglo XIX y finalmente en el xx para ser rehabilitado, en la actualidad forma parte del edificio que aloja la Diputación Provincial en la plaza de Viriato. Fue denominado también como Hospital provincial de la Encarnación.

## Historia
La fundación del Hospital se debe a los hermanos Isidro y Pedro Morán Pereira. Isidro adquirió el solar donde se encontraba el casa mayorazgo de los Escalante y a su muerte su hermano Pedro se encargó de cumplir con el testamento. El tracista Juan Gómez de Mora fue responsable del diseño en 1629, en algunos casos se menciona que fue copia del palacio de los Condes de Alba y Aliste. En su diseño incluyó una iglesia al estilo de Jacopo Vignola.
En 1762 se modificó la capacidad para atender los soldados heridos por las guerras con Portugal. En 1765 se añade el Pabellón que ocupa porción de la Plaza de Santa María La Nueva que fue proyectado por Manuel Godoy. Sufrió reformas y ampliaciones a mediados del siglo XIX, y posteriormente en el siglo XX, debido a la rehabilitación que ha sufrido para ser transformada en la sede definitiva de la Diputación Provincial.

## Características
En el interior destaca un amplio patio compuesto de veinte arcos carpaneles sobre los que descansan columnas dóricas y los del piso superior, dobles en número, lo hacen sobre pilastras. 